# Roger-Philippe Menu
Roger-Philippe Gérard Menu (Allennes-les-Marais, Francia, 30 de junio de 1948 - Lille, Francia, 4 de febrero de 2013) fue un nadador especializado en pruebas de estilo braza. Fue medalla de plata en 100 metros braza y 4x100 metros estilos durante el Campeonato Europeo de Natación de 1970.
Representó a Francia en los Juegos Olímpicos de Munich 1972.

## Palmarés internacional
| Campeonato Europeo de Natación | Campeonato Europeo de Natación | Campeonato Europeo de Natación | Campeonato Europeo de Natación |
| Año                            | Lugar                          | Medalla                        | Prueba                         |
| ------------------------------ | ------------------------------ | ------------------------------ | ------------------------------ |
| 1970                           | Barcelona (España)             | Medalla de plata               | 100 m braza                    |
| 1970                           | Barcelona (España)             | Medalla de plata               | 4 × 100 m estilos              |